# Bandad vattensalamander
Bandad vattensalamander (Ommatotriton vittatus) är en salamanderart av släktet Ommatotriton som finns i Turkiet och delar av Mellanöstern. 

## Utseende
På ryggsidan är salamandern spräcklig i mörkare och ljusare färger. Buksidan är gulaktig. Längs sidan, längs gränsen mellan ryggsidan och buksidan, går en vit längsstrimma, omgiven av svarta fält. Hanen utvecklar en ryggkam under parningstiden. Arten delas upp i två underarter, O. vittatus vittatus (Gray, 1835) och O. vittatus cilicensis (Wolterstorff, 1906). Den förra blir upp till 10,9 cm lång, har en bred vit sidolinje som fortsätter till svansen och mörka fläckar på magen, medan ryggsidan har en blåaktig anstrykning. Den senare är längre, kan bli upp till 12 cm lång. Denna underart har en smalare sidolinje än föregående, och de svarta banden kring strimman är inte lika utvecklade utan kan delvis saknas. Hanens ryggkam är även den mindre utvecklad. 

## Utbredning
Den bandade vattensalamandern finns i sydöstra Turkiet, västra Syrien, Libanon, nordvästra Jordanien, norra och centrala Israel samt delar av Palestina. En eventuell förekomst i norra Irak är ännu osäker. Av de två underarterna lever O. vittatus cilicensis i Turkiet, medan O. vittatus vittatus finns i övriga delen av utbredningsområdet.

## Vanor
Arten lever i barr- bland- och lövskog upp till början av bergsängarna (1 500 m i Libanon). Parning och larvutveckling sker i vatten, som sjöar, dammar, mera tillfälliga vattensamlingar, bevattningskanaler, diken och liknande, nära skogar och i skogsgläntor. Den turkiska underarten, O. vittatus cilicensis, tycks vara mer akvatisk än det övriga beståndet. Efter leken lägger honan mellan 50 och 100 ägg. Födan under vattenfasen består framför allt av musselkräftor, men också av zooplankton som dafnier. Flera andra djur tas, som mygglarver och -puppor, sländlarver, mollusker med flera. Kannibalism förekommer. Data om dieten under landfasen tycks vara sparsam; vanliga landlevande byten är gallmyggor, myror, rundbladloppor, dvärgstritar, fåfotingar, dubbelfotingar samt gråsuggor och tånglöss.

## Status
Den bandade vattensalamandern är klassificerad som livskraftig ("LC"), men beståndet avtar. Som hot betraktas skogsavverkningar, utdikningar, boskapsdrift, byggnation, vattenföroreningar och, i Israel, besprutningar mot moskiter samt insamling som sällskapsdjur. Den är rödlistad i Israel, och viss fridlysning har ägt rum där och i Turkiet.